# Волченков, Антон Алексеевич
Анто́н Алексе́евич Волченко́в (род. 25 февраля 1982, Москва, РСФСР, СССР) — российский хоккеист, защитник. Чемпион мира 2009 года. Финалист Кубка Стэнли в составе «Оттавы Сенаторз» и «Нью-Джерси Девилз». Заслуженный мастер спорта России (2002).
Сыграв в НХЛ более 600 матчей, забросил менее 20 шайб.

## Биография
Сын хоккеиста Алексея Волченкова. Воспитанник хоккейной школы ЦСКА. Начинал профессиональную карьеру в ХК ЦСКА под руководством Виктора Тихонова. С 2000 года выступал за «Крылья Советов». В первом раунде драфта НХЛ 2000 года был выбран под общим 21 номером клубом «Оттава Сенаторз». Выступал за «сенаторов» с 2002 по 2010 год. Во время локаута в НХЛ в сезоне 2004/05 выступал за фарм-клуб «Оттавы» в АХЛ «Бингхэмтон Сенаторс».
1 июля 2010 года подписал шестилетний контракт с «Нью-Джерси Девилз» на $ 25,5 млн. Во время локаута в НХЛ в сезоне 2012/13 выступал за нижегородское «Торпедо» в КХЛ. По окончании сезона 2013/14 «Нью-Джерси» выкупил контракт Антона, после чего он подписал однолетний контракт с «Нэшвилл Предаторз» на $ 1 млн.
5 мая 2016 года подписал однолетний контракт с владивостокским клубом «Адмирал», который затем продлил еще на год. 9 февраля 2018 года контракт был расторгнут по обоюдному согласию сторон.

## Награды и достижения
- Чемпион мира 2009 года
- Вице-чемпион мира 2002 года
- Чемпион мира среди молодёжных команд 2002 года (был капитаном команды и забросил победную шайбу в финале в ворота канадцев)
- Финалист Кубка Стэнли 2006/07, 2011/12
- Участник матча молодых звёзд НХЛ (2003)
- Участник Олимпийских игр: 2006, 2010.
- Благодарность Президента Российской Федерации (30 июня 2009 года) — за большой вклад в победу национальной сборной команды России по хоккею на чемпионатах мира в 2008 и 2009 годах[6]

## Статистика
| Легенда | Легенда                    | Легенда | Легенда                   | Легенда | Легенда    |
| ------- | -------------------------- | ------- | ------------------------- | ------- | ---------- |
| И       | Количество проведённых игр | Штр     | Штрафное время            | +/−     | Плюс-минус |
| Г       | Голы                       | П       | Голевые передачи          | О       | Очки       |
| -       | Статистика неизвестна      | —       | Статистика не учитывалась |         |            |